# Fernand Hoffmann
Fernand Hoffmann (* 8. Mai 1929 in Düdelingen, Luxemburg; † 22. November 2000 in Hollerich) war ein Luxemburger Pädagoge, Schriftsteller und Sprachwissenschaftler.

## Leben und Wirken
Der Sohn eines Volksschullehrers wuchs in Hollerich auf und studierte nach dem Abitur 1948 Germanistik, Altphilologie und Geschichte in Paris und Tübingen. Sein Studium beendete er mit der Luxemburger Staatspromotion.
Ab 1953 war er Lehrer am Lycée de garçons von Luxemburg und studierte ab 1968 in Nancy, wo er nach vier Jahren mit der Dissertation Thomas Mann als Philosoph der Krankheit zum docteur ès lettres promoviert wurde.
1967 wurde er zum Professor am Institut Pédagogique ernannt, 1977 erfolgte der Ruf an das Centre Universitaire in Luxemburg. 1992 trat er in den Ruhestand.
Die Luxemburger Literatur und Linguistik war Hoffmanns Hauptarbeitsgebiet. Zudem war er ein Kenner der Mundartlyrik im deutschen Sprachraum. Hoffmann war Gründungs- und Ehrenpräsident des Internationalen Dialektinstituts in Wien, Mitglied des Wissenschaftlichen Rats des Instituts für Deutsche Sprache in Mannheim.

## Schriften

### Literarisches Werk
- 1963 – Luxemburg bei Tisch
- 1965 – Öslinger Geschichten
- 1972 – Die Grenze
- 1981 – Nachträgliche Erhebungen
- 1986 – Die zahme Krähe
- 1988 – Die Streuwiese
- 1992 – Pitterchen (Roman in luxemburgischer Sprache)

### Wissenschaftliche Schriften
- 1964–1967 – Geschichte der Luxemburger Mundartdichtung. Bd. 1.2.
- 1969 – Das Luxemburgische im Unterricht / Hoffmann, Fernand
- 1969 – Luxemburgensia anastatica (Hrsg.)
- 1974 – Standort Luxemburg / Hoffmann, Fernand
- 1975 – Thomas Mann als Philosoph der Krankheit : Versuch einer systematischen Darstellung seiner Wertphilosophie des Bionegativen
- 1976 – Dialog im Dialekt
- 1978 – Die neue deutsche Mundartdichtung : Tendenzen und Autoren dargestellt am Beispiel der Lyrik ; mit Joseph Berlinger.
- 1979 – Dialektologie heute / Hoffmann, Fernand
- 1979 – Sprachen in Luxemburg : sprachwissenschaftliche und literarhistorische Beschreibung einer Triglossie-Situation
- 1981 – Zwischenland : dialektologische, mundartphilologische und mundartliterarische Grenzgänge
- 1982 – Heimkehr ins Reich der Wörter : Versuch über den Schweizer Schriftsteller Gerhard Meier
- 1986 – Thomas Mann von Tag zu Tag : der grosse Humanist ganz intim und menschlich allzu menschlich : zum 30. Todestag von Thomas Mann
- 1987 – Aspekte des Lëtzebuergeschen / hrsg. von Jean-Pierre Goudaillier et al.
- 1988 – Georg Christoph Lichtenberg und Thomas Mann. Rezeption, Einflüsse und Parallelen.
- 1989 – Elsassischi Grammatik oder Ein Versuch, die Sprache auszuloten : Gedichte im elsässischen Dialekt von André Weckmann; darin Nachbemerkung Fernand Hoffmann
- 1991 – Dicks, oder Abstieg und Aufstieg des Edmond de la Fontaine. Leben und Schaffen eines Nationaldichters. (1991)
- 1992 – Thomas Mann und seine Welt
- 1993 – Ein Land, drei Sprachen : zur Triglossie-Situation in Luxemburg
- 1993 – Friedrich Dürrenmatt (1921–1991) : zweifelnd, verzweifeltes Gottsuchertum voll paradoxer Hoffnung
- 1993 – Thomas und Klaus Mann in ihrem Verhältnis zu Frankreich
- 1994 – Brücken schlagen ... "weit draußen auf eigenen Füssen" : Festschrift für Fernand Hoffmann